# Каховська лінія
Каховська лінія — скасована одинадцята (десята за хронологією) і до закриття найкоротша лінія Московського метрополітену. Розташовувалася на півдні Москви, на території Південного і Південно-Західного адміністративних округів міста. Була відкрита у складі черги Горьківсько-Замоскворіцької лінії  Автозаводська - Каховська 11 серпня 1969 року; 20 листопада 1995 року дільницю Каширська - «Каховська» завдовжки 3,3 км з трьома станціями було виділено в окрему Каховську лінію. Повністю закрита на реконструкцію 26 жовтня 2019 року з подальшою інтеграцією до складу Великої кільцевої лінії в 2022 році. 
До складу лінії входило 3 станції, довжина лінії становила 3,3 км. Середній час поїздки всією лінії — 5 хвилин. Середній час очікування прибуття на кінцевих станціях — 4 хвилини. Очікування до відправлення на кінцевих станціях — 2 хвилини. Середня швидкість руху рухомого складу — 39 км/год.
За даними 2010 року, на лінії використовується близько 60 вагонів. Середньодобовий пасажиропотік лінії 2007 року становив 69 тис. чоловік.

### Хронологія
| Черга                       | Дата відкриття | Довжина   |
| --------------------------- | -------------- | --------- |
| Автозаводська-Каховська     | 1969-08-11     | 9.5 km    |
| Виокремлення в окрему лінію | 1995-11-20     | - 6.1 km* |
| Загалом:                    | 3 станції**    | 3.4 km    |

* До 1995 року була у складі Замоскворецької лінії.
** 30 березня 2019 року станція Каховська була закрита на реконструкцію.
*** 26 жовтня 2019 року планується закриття станції Варшавська, Каховська лінія повністю припинить своє існування.

## Пересадки
| Пересадка на лінію         | Зі станції | На станцію      |
| -------------------------- | ---------- | --------------- |
| Замоскворіцька             | Каширська  | Каширська       |
| Серпуховсько-Тимірязівська | Каховська  | Севастопольська |

## Депо та рухомий склад

### Депо, що обслуговували лінію
| Депо           | Рік відкриття |
| -------------- | ------------- |
| Замоскворецьке | 1969          |

### Кількість вагонів у потягах
| Кількість вагонів | Роки   |
| ----------------- | ------ |
| 6                 | з 1995 |

### Типи вагонів
| Тип вагонів                | Роки   |
| -------------------------- | ------ |
| 81-717/714, 81-717.5/714.5 | з 1995 |
| 81-720/721                 | з 2008 |